# Synchiropus richeri
Synchiropus richeri är en fiskart som beskrevs av Hans W. Fricke 2000. Synchiropus richeri ingår i släktet Synchiropus och familjen sjökocksfiskar. Inga underarter finns listade i Catalogue of Life.